# Rat des Bezirkes

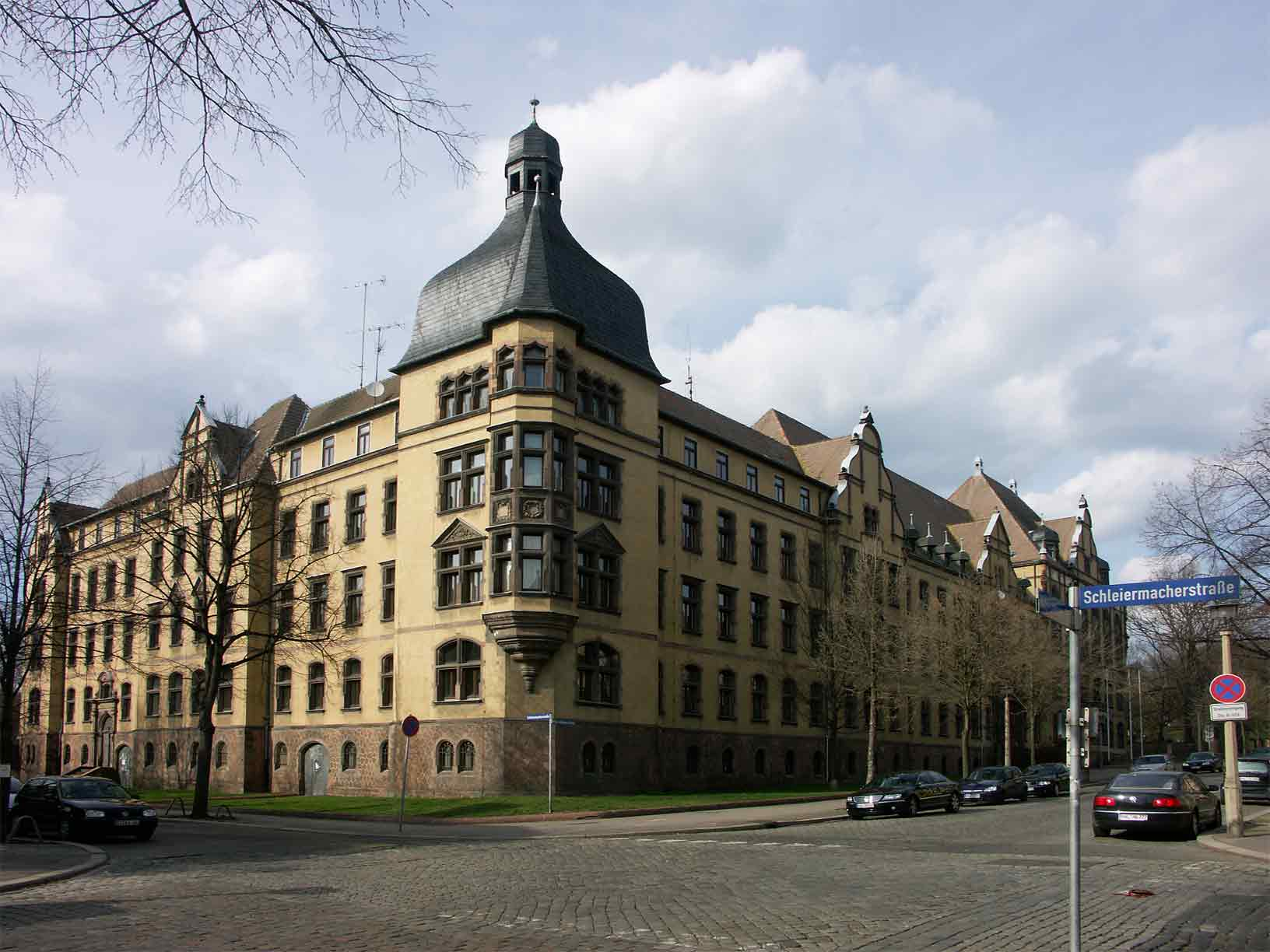
Gebäude des Rates des Bezirkes Halle, ab 1990 Regierungspräsidium Halle, seit 2004 Landesverwaltungsamt Sachsen-Anhalt, seit 2017 Wohnanlage

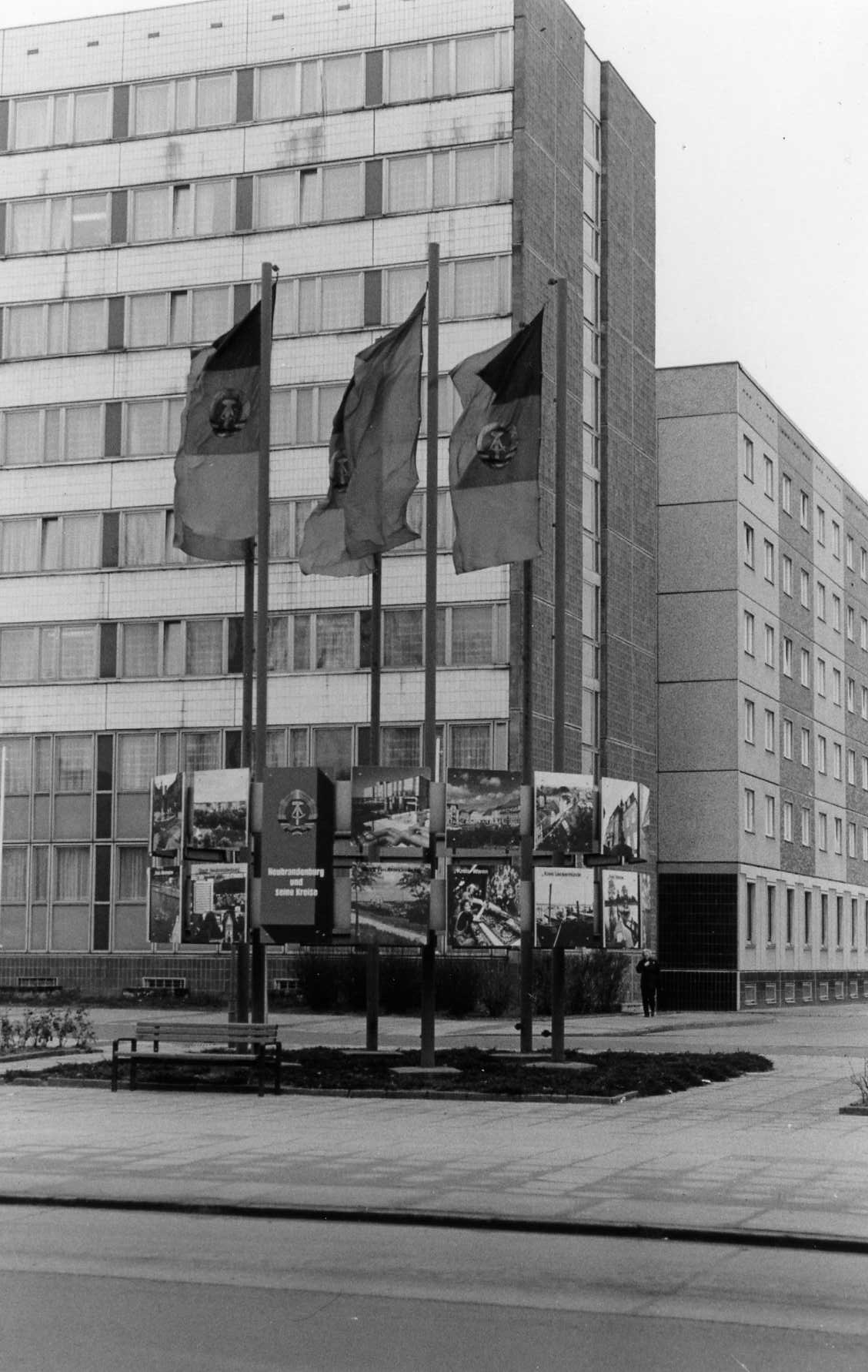
Rat des Bezirkes Neubrandenburg (Januar 1990)

Im Staatsaufbau der Deutschen Demokratischen Republik waren die Räte der Bezirke die Exekutivorgane der jeweiligen Bezirkstage (Legislative) in den 14 Bezirken der DDR. Zudem war der hauptstädtische Magistrat von Berlin als Organ der Stadtverordnetenversammlung von Ost-Berlin einem Rat des Bezirkes gleichgestellt und in seinen Aufgaben, Rechten und Pflichten ebenbürtig.
Die Räte der Bezirke bildeten somit gewissermaßen die mittlere staatliche Verwaltungsebene der DDR, waren allerdings unmittelbares Vollzugsorgan ihres jeweiligen Bezirkstages. Somit ist ein Vergleich mit einem heutigen Regierungspräsidium oder einem Landesverwaltungsamt nur bedingt angebracht.

## Grundsätze
Als Kollektivorgan entschied ein Rat des Bezirkes in gesetzlich vorgegebenem Rahmen über die Belange seines Verwaltungsgebietes, des jeweiligen Bezirkes also, soweit diese nicht der ausschließlichen Zuständigkeit seines Legislativorganes (Bezirkstag) oblagen. Er bereitete die Entscheidungen des Bezirkstages vor, indem er in diesen Entscheidungsvorlagen einbrachte. 
Gemäß dem in der DDR geltenden zentralistischen Prinzip der doppelten Unterstellung waren die Räte der Bezirke bzw. deren Fachorgane dem Ministerrat der DDR bzw. den jeweiligen Fachministerien gegenüber weisungsgebunden (so unterstand beispielsweise der Bezirksarzt dem Ministerium für Gesundheitswesen, der Vorsitzende der Bezirksplankommission der Staatlichen Plankommission usw.), wie wiederum dem Rat des Bezirkes die Räte der Kreise und die Räte der kreisfreien Städte im Bezirk untergeordnet waren. 
Nicht zuletzt wurde die Arbeit eines jeden Rates des Bezirkes (und somit wiederum die des Bezirkstages) sehr wesentlich von der zuständigen Bezirksleitung der SED diktiert. In der Verwaltungspraxis gab es dabei Unterschiede: Wohingegen in den meisten Bezirken der Rat des Bezirkes im Wesentlichen auf Anleitung der SED-Bezirksleitung arbeitete, räumte beispielsweise der 1. Sekretär der SED-Bezirksleitung Magdeburg Werner Eberlein dem Rat Freiheit für eigene Initiativen ein.

## Aufgaben und Verantwortlichkeiten
Die Aufgaben und die Arbeitsweise der Räte der Bezirke waren zuletzt im Gesetz über die örtlichen Volksvertretungen von 1985, Kapitel II, §§ 9–12, ihre Verantwortlichkeiten im Kapitel IV, §§ 21–38, geregelt. Sie reichten von den territorialen politischen, sozialen und kulturellen Verwaltungsaufgaben über die Haushalts- und Finanzwirtschaft und wirtschaftslenkende Maßnahmen bis hin zu innenpolitischen Obliegenheiten.

## Aufbau
Die Mitglieder des Rates wurden durch den Bezirkstag aus dessen Mitte gewählt. Die Ratsmitglieder (außer dem Vorsitzenden, dessen 1. Stellvertreter und dem Sekretär des Rates) waren zugleich die Leiter der Fachabteilungen des Rates des Bezirkes. Bis Juni 1990 waren alle Vorsitzenden der Räte der Bezirke Mitglieder der SED, darauf übernahmen sogenannte Regierungsbevollmächtigte, welche von der Regierung de Maizière ernannt wurden, bis zur Wiedervereinigung die verbliebenen Verwaltungsgeschäfte.
Ratsmitglieder waren in der Regel:
- der Vorsitzende des Rates des Bezirkes
- der 1. Stellvertreter des Vorsitzenden
- der Stellvertreter des Vorsitzenden für Inneres
- der Stellvertreter des Vorsitzenden und Vorsitzender der Bezirksplankommission,
- der Stellvertreter des Vorsitzenden für Handel und Versorgung
- das Mitglied des Rates für bezirksgeleitete Industrie
- das Mitglied des Rates für Örtliche Versorgungswirtschaft
- das Mitglied des Rates für Haushalt und Finanzen
- das Mitglied des Rates für Land-, Forst- und Nahrungsmittelwirtschaft
- das Mitglied des Rates für die Lebensmittelindustrie und örtliche Versorgungswirtschaft,
- das Mitglied des Rates für Wohnungswirtschaft
- das Mitglied des Rates für Verkehrswesen
- das Mitglied des Rates für Energiewirtschaft
- das Mitglied des Rates für Umweltschutz und Wasserwirtschaft
- das Mitglied des Rates für Kultur
- das Mitglied des Rates für Jugendfragen, Körperkultur und Sport
- der Bezirksbaudirektor
- der Bezirksschulrat
- der Bezirksarzt
- der Sekretär des Rates

## Weiteres
Nachgeordnete Einrichtungen des Rates waren u. a. das Büro für architekturbezogene Kunst, das Büro des Bezirksarchitekten, das Büro für Sozialhygiene, das Bezirkskabinett für Gesundheitserziehung, das Bezirkskabinett für Kulturarbeit, die staatliche Umweltinspektion.
Mit der Einführung des NÖSPL 1964 wurde der Bezirkswirtschaftsrat als eigenes Organ vom Bezirksrat abgelöst. Er war für die Planung und Leitung der bezirksgeleiteten Industrie sämtlicher Eigentumsformen zuständig. Nach dem Prinzip der doppelten Unterstellung war er zugleich auch dem Ministerium für Bezirksgeleitete Industrie und Lebensmittelindustrie unterstellt. 